# Duncan Cramer
Duncan Cramer (* 22. Juni 1901 Logansport, Indiana; † 14. Februar 1980 in Orange County, Kalifornien) war ein US-amerikanischer Filmarchitekt.

## Leben und Wirken
Duncan Cramer begann seine berufliche Tätigkeit in den frühen 1920er Jahren in der Filmarchitekturabteilung der Thomas H. Ince Productions. 1925 stieg er bei der kleinen Firma Douglas McLean Productions zum alleinverantwortlichen Filmarchitekten auf und wechselte im darauf folgenden Jahr zur Firma Fox. Erst zu Beginn der Tonfilmära entwarf Duncan Cramer regelmäßig Filmbauten. Er stand in den Diensten von Fox bzw. 20th Century-Fox von 1926 bis 1938, danach war er freiberuflich aktiv. Von 1952 bis 1957 war die Fernsehproduktionsfirma Four Star Productions sein Arbeitgeber, für die er wie für die Konkurrenzfirma Desilu (1957–1959) eine beträchtliche Anzahl an Serien und Reihen szenenbildnerisch betreute. 
Cramer wurde als Designer viele Jahre lang ausschließlich als Gestalter von B-Filmen herangezogen, darunter auch eine Reihe von Billigkrimis mit dem chinesischen Meisterdetektiv Charlie Chan im Zentrum des Geschehens. Nach seinem Abschied von der 20th Century-Fox blieb er mehrere Jahre lang als Filmarchitekt unbeschäftigt und kehrte zu diesem Beruf erst in der Spätphase des Zweiten Weltkriegs zurück. In den 1950er Jahren widmete er sich für Four Star Productions ausschließlich dem Serienfernsehen, kehrte aber zum Ende desselben Jahrzehnts wieder zum Kinofilm zurück. Hier gestaltete er rund um das Jahr 1960 die szenenbildnerische Optik zu einigen A-Produktionen wie dem Fantasy- und Saurierfilmklassiker Versunkene Welt, John Waynes Alaska-Spaß Land der tausend Abenteuer und dem Elvis-Presley-Western Flammender Stern. 
Seine Karriere beendete Duncan Cramer, der 1955 und 1956 zwei Nominierungen für den Primetime Emmy (für Four Star Playhouse) erhalten hatte, 1971 mit der auch in Deutschland beliebten Familienserie Lieber Onkel Bill. Anschließend zog er sich 70-jährig ins Privatleben zurück. Seine beruflichen Unterlagen (Dokumente, Fotos etc.) hinterließ er 1972 der Margaret Herrick Library in der Academy of Motion Picture Arts and Sciences.

## Filmografie
Als Filmarchitekt bei Kinofilmen, wenn nicht anders angegeben:
- 1929: Nix on Dames (Ausstattung)
- 1930: Good Intentions (Ausstattung)
- 1930: Scotland Yard
- 1931: Quick Millions
- 1931: Ambassador Bill
- 1932: Young America
- 1932: Rebecca of Sunnybrook Farm
- 1933: Trick ob Trick
- 1933: Bondage
- 1933: Jahrmarktsrummel (State Fair)
- 1933: Orient Express
- 1934: Shirley’s großes Spiel (Baby, Take a Bow)
- 1934: Abenteuer in Borneo (Pursued)
- 1934: Charlie Chan in London
- 1935: Charlie Chan in Paris
- 1935: Ginger
- 1935: Black Sheep
- 1935: Charlie Chan in Ägypten (Charlie Chan in Egypt)
- 1935: Das Schiff des Satans (Dante’s Inferno)
- 1936: Charlie Chans Geheimnis (Charlie Chan’s Secret)
- 1936: Charlie Chan im Zirkus (Charlie Chan at the Circus)
- 1936: Hände hoch! (The Country Beyond)
- 1936: Gefährliche Fracht (Human Cargo)
- 1936: Charlie Chan beim Pferderennen (Charlie Chan at the Race Track)
- 1936: Ramona
- 1937: Café Metropol (Cafe Metropole)
- 1937: Danger – Love at Work
- 1943: Alarm im Pazifik (The Fighting Seabees)
- 1944: Gefährliche Begegnung (The Woman in the Window)
- 1945: Delightfully Dangerous
- 1946: Banditen ohne Maske (Abilene Town)
- 1946: Die legendären Dorseys (The Fabulous Dorseys)
- 1947: Copacabana
- 1948: Flucht nach Nevada (Four Faces West)
- 1948: Lulu Belle
- 1949: Opfer der Unterwelt (D.O.A.)
- 1952–1956: Four Star Playhouse (TV-Reihe)
- 1953: Terry and the Pirates (TV-Serie)
- 1956–1957: Hey Jeannie! (TV-Serie)
- 1956–1957: Abenteuer im wilden Westen (TV-Serie)
- 1958–1959: Der Mann mit der Kamera (TV-Serie)
- 1958–1959: Yancy Derringer (TV-Serie)
- 1959: Versunkene Welt (Lost World)
- 1960: Vergeltung ohne Gnade (One Foot in Hell)
- 1960: Land der tausend Abenteuer (North to Alaska)
- 1960: Flammender Stern (Flaming Star)
- 1960: Der Spätzünder (High Time)
- 1960: Ehekarussell (The Marriage-Go-Round)
- 1960: Geständnis einer Sünderin (Sanctuary)
- 1960: Das wilde Land (The Fiercest Heart)
- 1961: Misty
- 1961: Madison Avenue
- 1961: Flucht aus der Hölle (Seven Women From Hell)
- 1965: Harlow
- 1962–1971: Meine drei Söhne (My Three Sons) (TV-Serie)
- 1966–1971: Lieber Onkel Bill (Family Affair) (TV-Serie)